# 코타키나발루시립 모스크

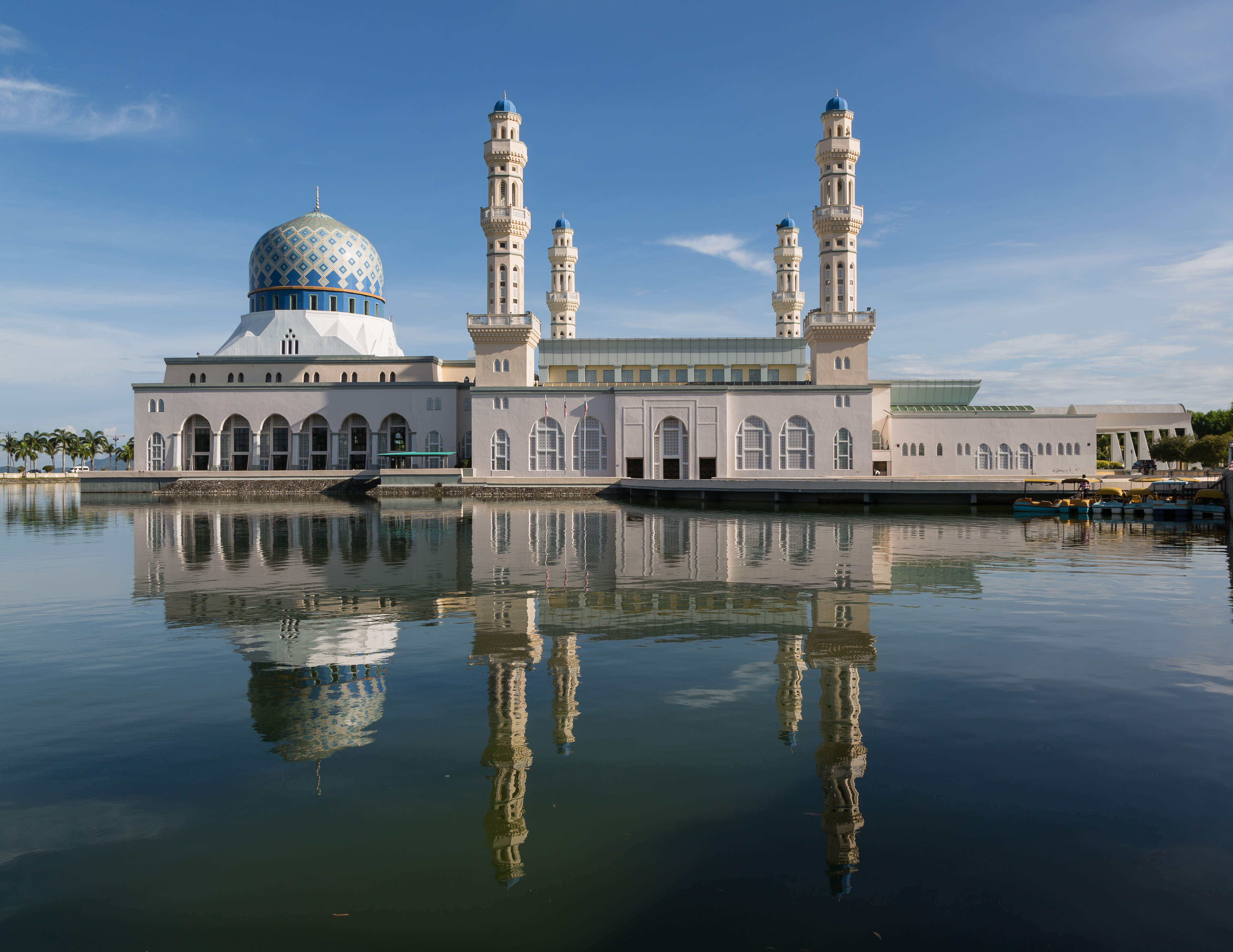
코타키나발루 시립 모스크

코타키나발루 시립 모스크(말레이어: Masjid Bandaraya Kota Kinabalu)는 말레이시아 사바주 코타키나발루에 위치한 모스크이다. 2014년 6월 기준으로 이맘은 다투크 하지 모크타르 라포크이다.